# 堰门镇
堰门镇，是中华人民共和国陕西省安康市岚皋县下辖的一个乡镇级行政单位。

## 行政区划
堰门镇下辖以下地区：
隆兴村、一心村、堰门村、青春村、长征村、天圣寺村、水磨沟村、团员村、瑞金村、延安村、中武村、建军村和进步村。